# Enrico De Nicola
Pour les articles homonymes, voir Nicola.
 (août 2022).
Si vous disposez d'ouvrages ou d'articles de référence ou si vous connaissez des sites web de qualité traitant du thème abordé ici, merci de compléter l'article en donnant les références utiles à sa vérifiabilité et en les liant à la section « Notes et références ».
Enrico De Nicola, né le 9 novembre 1877 à Naples et mort le 1er octobre 1959 à Torre del Greco, près de Naples, est un juriste, journaliste et homme d'État italien. Entre 1946 et 1948, il est chef provisoire de l'État italien, après la chute de Benito Mussolini, puis premier président de la République italienne, brièvement entre janvier et mai 1948, à la naissance de la République italienne.

## Biographie

### Les débuts dans la politique
Avocat pénaliste à la notoriété nationale, politiquement libéral de tendance Giolitti, le jeune Enrico De Nicola fut élu à la Chambre des députés, pour la première fois, en 1909, au cours de la XXIIIe législature, dans la circonscription d'Afragola.
Reconduit dans ses fonctions jusqu'au terme de la XXVIe législature, lors de la Marche sur Rome, entreprise en 1922, par le chef des fascistes, Benito Mussolini, il se retrouva garant du pacte national de paix entre les fascistes et socialistes, qui fut rapidement avorté.
Respectueux vis-à-vis de la monarchie italienne, qu'il soutient, De Nicola reste parmi les rares politiciens à avoir défendu les prérogatives souveraines du roi d'Italie, Vittorio Emanuele III.

### Sous l'ère fasciste
Après l'investiture de Benito Mussolini de sorte que celui-ci puisse former un nouveau gouvernement, avec un objectif anti-socialiste et stabilisateur, De Nicola, ainsi que les libéraux et les chrétiens-démocrates, accordèrent la confiance à celui qui se fera plus tard nommer le Duce.
Il occupa les fonctions de président de la Chambre des députés jusqu'en 1924. Il se représente aux élections nationales du 6 avril 1924 sur une liste commune avec les fascistes. Il est réélu, mais il s'abstient de prêter serment et ne siégera jamais dans le nouveau parlement. En 1929, il fut nommé sénateur du Royaume, mais ne prit part aux travaux parlementaires qu'à quelques occasions, à l'exception, entre autres, de quelques commissions juridiques.
En 1943, peu après la chute du régime, considéré comme un symbole de l'autorité lors de la période pré-fasciste, De Nicola fut appelé à servir de médiateur entre les Alliés et la Couronne afin de permettre une transition sans heurter les institutions. De ce fait, les Italiens lui attribuent l'idée en avril 1944 de faire recours à la fonction de lieutenant général du Royaume, celle-ci ayant permis de mettre à l'écart Victor-Emmanuel III sans heurter la susceptibilité des trois partis de gauche (communiste, socialiste et d'action) qui ne souhaitaient pas l’avènement d'un nouveau roi dans la personne de son fils Humbert de Savoie, tout en limitant la souveraineté monarchique formelle (Svolta di Salerno).

### Une élection, résultat d'une longue «diplomatie»
L'élection d'Enrico De Nicola à la fonction de chef provisoire de l'État par l'Assemblée constituante, le 28 juin 1946, est le résultat d'un long travail de « diplomatie » entre les états-majors des principaux partis politiques. Passé l'opposition initiale entre les candidatures du député Benedetto Croce et de l'ancien président du Conseil, Vittorio Emanuele Orlando, ils convinrent finalement que l'on devrait élire un président capable de recueillir le plus haut degré de reconnaissance par la population afin que la transition vers le nouveau régime soit le moins traumatisante possible. Il fut donc convenu que l'on choisirait un homme du Sud, afin de contrebalancer l'origine septentrionale de la majorité des dirigeants politiques, qui plus est monarchiste.
L'opposition stérile des candidatures d'Orlando, soutenu avec force par les démocrates-chrétiens et la droite, et de Croce, soutenu quant à lui, par les partis de gauche et les laïcs, dura longtemps et inévitablement évolua, et ce surtout grâce à l'incessant travail de persuasion mené par le président du Conseil, Alcide De Gasperi, vers le choix commun de De Nicola. Toutefois le choix fut également ralenti par les hésitations dont faisait preuve l'intéressé lui-même.

### Un homme à la constante réflexion
Connu pour une prudence à la limite de l'indécision, le président De Nicola était tiraillé par des sentiments différents, et fut étreint par un doute profond, mal toléré par ceux qui voulaient savoir une fois pour toutes ses réels désirs. Giulio Andreotti, qui deviendra bien des années plus tard le président du Conseil, se souviendra qu'à cette occasion, Manlio Lupinacci écrivit dans le Giornale d'Italia : « Monsieur De Nicola, décide de décider s'il y a lieu de convenir d'accepter ».
Il fut élu le 28 juin 1946, avec 396 voix sur 501, et prit ses fonctions le 1er juillet suivant. Le 25 juin 1947, il démissionna pour de prétendues raisons de santé, la démission ne pouvant être rejetée par l'Assemblée constituante, celle-ci le réélit le lendemain.
Après l'entrée en vigueur de la Constitution lors des premières élections du président de la République par le Parlement, la majorité élit le nouveau président du Parti libéral, l'ancien gouverneur de la Banque d'Italie, Luigi Einaudi, et De Nicola fut nommé sénateur à vie après son départ de la présidence.
Il prend sa fonction le 1er juillet 1946 et l'exerce jusqu'à la fin de l'année 1947.

### Une carrière notable
Il a également été sous-secrétaire d'État aux Colonies en 1913-14 et au Trésor en 1919. Il exerça les pouvoirs et prit le titre de président de la République à partir du 1er janvier 1948, selon la première disposition transitoire de la Constitution, et resta à ce poste jusqu'au 11 mai de la même année.
En qualité d'ancien président de la République, il est devenu sénateur à vie. Il a été président du Sénat du 28 avril 1951 au 24 juin 1952, pendant la première législature. Il démissionna lors du vote de la loi électorale dite « de prime à la majorité » (également connue sous le nom de loi des escrocs).
Le 2 décembre 1955, il est nommé juge à la Cour constitutionnelle par le président de la République, Giovanni Gronchi, et recouvre la charge de président de la cour Constitutionnelle du 23 janvier 1956 au 26 mars 1957.
Il meurt le 1er octobre 1959 dans sa maison de Torre del Greco à l'âge de 81 ans.

## Un style propre
Il a été particulièrement respecté pour son honnêteté, l'humilité et l'austérité de ses mœurs.
Enrico De Nicola, arriva tranquillement à bord de sa voiture privée à Rome de Torre del Greco, afin d'assumer sa charge (mettant au supplice le monde politique et la police jusqu'à son arrivée). Il a refusé le salaire fixé pour le chef de l'État (12 millions de lires) et préférait régler ses dépenses de sa poche. Il rendit célèbre son manteau retourné, covedette de nombreuses apparitions officielles.
Considérant le caractère temporaire de son activité, il ne jugea opportun de s'installer au Quirinal, préférant le  Palais Justinien, lors de sa présidence. Il affectionnait un petit agenda sur lequel, apparemment, il prenait des notes sur la bonne façon d'exercer ses fonctions présidentielles, comme une sorte de code de déontologie pour les chefs d'État. Son successeur, Luigi Einaudi, parmi les premières choses qu'il voulut voir fut cet agenda, mais selon Andreotti, il le trouva incroyablement vide sans que De Nicola semble y avoir écrit quoi que ce fût.
À Afragola, Ciaramella autorité locale, pendant le régime fasciste, obtint du haut-commissaire pour la province de Naples, la permission de baptiser une rue à son nom alors qu'il était encore en vie. Lors de la cérémonie d'inauguration de la route, le même Enrico De Nicola fit une intervention, recevant pour l'occasion la citoyenneté honoraire.